# 妻たちの新幹線
『妻たちの新幹線』（つまたちのしんかんせん）はNHKで2014年10月25日19:30 - 20:45（JST、以下略）に放送された、日本のテレビドラマの特別番組。制作はNHK名古屋放送局。
東海道新幹線開業50周年を記念して、新幹線づくりに大きく貢献した技師長の島秀雄と、彼を支えた妻・豊子の物語。
当初同年10月13日19:30 - 20:45に放送予定であったが、台風19号接近に伴い、災害対策基本法第51条及び気象業務法の規定により『NHKニュース7』の枠拡大を含めた台風関連情報を優先して放送された為、放送中止。25日に延期となった。

## あらすじ
D51や湘南電車などの数々の名車両を設計し、父である島安次郎と共に戦前の弾丸列車計画にも関わった鉄道技術者の島秀雄が、車両局長時代に発生した車両火災事故で責任の擦り付け合いをしている国鉄内部の体質に嫌気がさしたのをきっかけに国鉄を退職して数年が経ったある日、新たに国鉄総裁に就任した十河信二に呼び出され、「新幹線をつくるため、なんとしても国鉄に戻ってきてほしい」とせがまれる。難色を示す秀雄だが、自宅に帰り妻の豊子にその事を相談すると、豊子は「そんなことをわざわざ私に相談するなんて」と夫の国鉄復帰を笑顔で喜ぶ。新たに国鉄の技術の最高責任者である技師長に就任した秀雄は、同じ年に国鉄に就職した息子の隆等と共に、豊子に支え励まされ、空前絶後の国家的プロジェクトである夢の超特急、新幹線の開発に挑むのであった。

## キャスト
- 島秀雄 - 中村雅俊
- 島豊子・語り - 南果歩
- 十河信二 - 伊東四朗
- 島隆 - 溝端淳平
- 十河キク - 加賀まりこ
- 島久美子 - 真野恵里菜
- 島多代 - 藤井美菜
- 島直 - 江成正元
- 石澤應彦 - 田辺誠一
- 中村裕蔵 - 中原丈雄
- 大石重成 - 新井康弘
- 松平精 - 池内万作
- 三木忠直 - 佃典彦
- 美山肇 - 蟹江一平
- 大塚滋 - 久保山知洋
- 星晃 - 黒田啓之
- 水澤益男 - 河西健司
- 篠原武司 - 酒向芳
- 山本欣三郎 - 藤田宗久

## スタッフ
- 原案 - 髙橋団吉『新幹線をつくった男 島秀雄物語』
- 脚本 - 大森美香
- 音楽 - 村松崇継
- 演出 - 佐藤譲（NHK名古屋放送局制作部）
- 制作統括 - 青木信也（NHK名古屋放送局制作部）
- ロケ地 - 梅小路蒸気機関車館[2]

## 再放送
- 2014年12月20日、15:10 - 16:25　（総合テレビ）
- 2016年10月14日、17:30 - 19:00　10月23日、14:35 - 16:00　（チャンネルNECO）